# Ponte Drammen

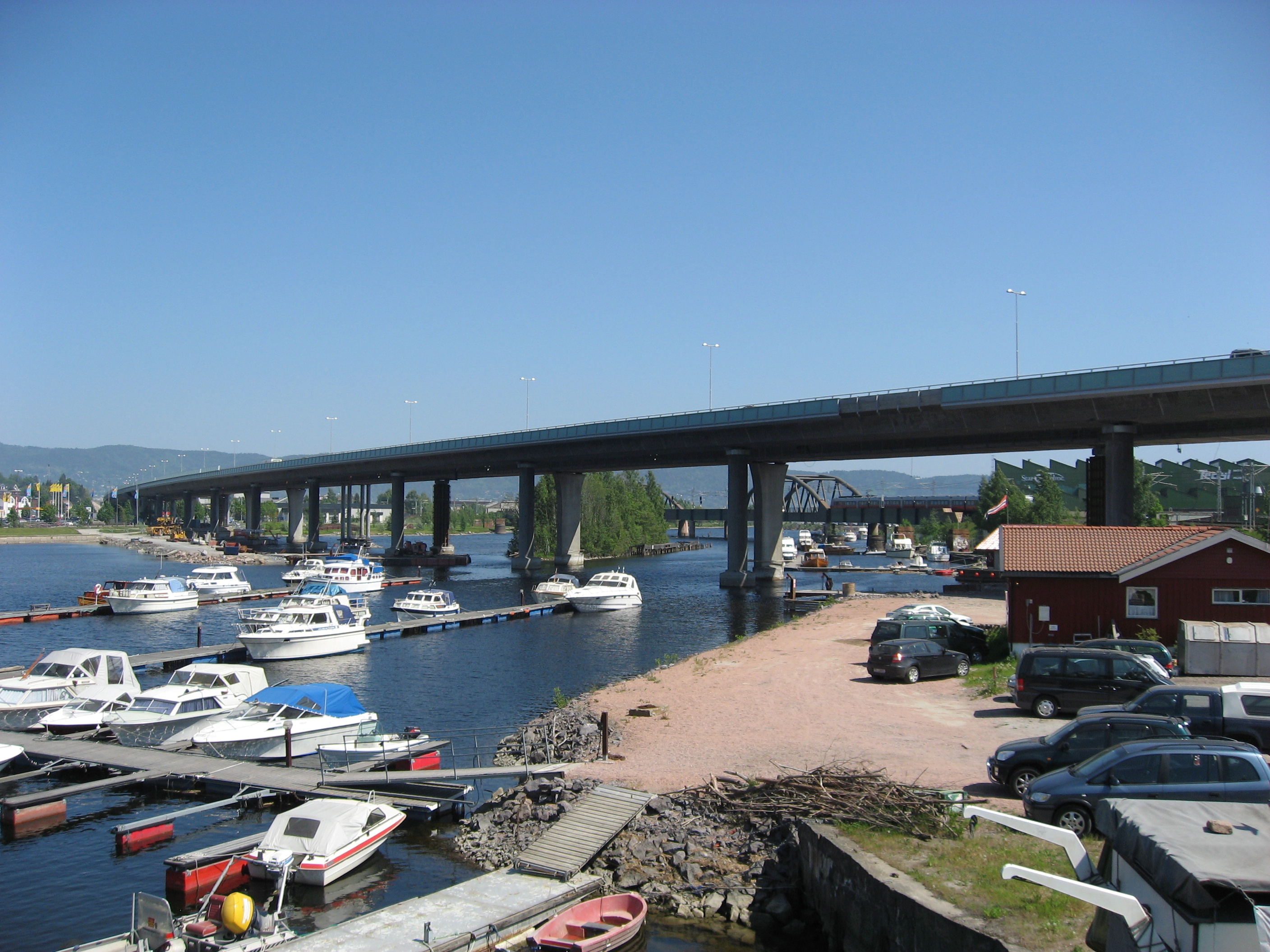
A ponte no verão de 2006.

A Ponte Drammen (Drammensbrua) é uma ponte auto-estrada que atravessa o rio Drammenselva, da cidade de Drammen, na Noruega. É a mais longa ponte na Noruega com 1892 metros. A ponte tem 41 colunas; o vão mais longo é de 60 metros. O limite máximo da água é de 11 metros.
A Ponte Drammen foi inaugurada em 1975. O congestionamento na ponte havia se tornado um problema, pois a ponte tem apenas duas faixas. Por isso, foi construída uma nova ponte, paralela à antiga, esta inaugurada em 2005.
A nova ponte tem pilares redondos, enquanto a velha tinha pilares retangulares. Foi decidido para substituir os pilares da velha ponte, com pilares redondos semelhante a nova. Este trabalho teve início pouco depois da abertura da nova ponte. A substituição foi concluída em dezembro de 2006.